# RG Veda
RG Veda (яп. 聖伝-RG VEDA- Сэйдэн Ригу-Бэ:да:) —дебютная манга CLAMP, состоящая из 10 томов, впервые опубликована в 1989 году. Первый том был опубликован 10 февраля 1990 года, а публикация последнего тома состоялась 15 мая 1996 года. В названии обыгрывается Ригведа — собрание индийских религиозных гимнов. Эта манга легла в основу 2-серийного OVA-сериала. Манга была лицензирована компанией Tokyopop для распространения на территории США.

## Сюжет
По сюжету произведения за триста лет до начала основных действий манги назад Бог грома Тайсяку-тэн, восстав против Небесного императора, убил его и Бога войны Ашуру-о. C помощью Саши, жены Ашуры-о, он узурпировал трон и начал своё жестокое правление в качестве нового императора. Тем не менее, предсказание, сделанное астрологом прежнего императора Куё, сначала Ашуре-о, а потом Яше-о, гласило:

«Шесть звёзд упадут. И будет тёмная звезда, что восстанет против Небес. Того, кто будет прясть нити судьбы, ты взлелеешь. Как велит кровь угасшего рода, ты с ребёнком отправишься в путь. Безразличное к добру и злу, дитя это будет вращать колесо судьбы тенкая. Объединение Шести звёзд возвестит о конце Небес. И из тьмы спустится тот, кто может управлять звёздными орбитами и кто будет властвовать над тёмной звездой и небесными звёздами. Его созвездия назвать не могут. В пламени алого лотоса, что ты взлелеешь, сгинет всё злое. Вместе Шесть звёзд сокрушат всех и всё и будут непобедимы. И вы станете „разрушением“, что уничтожит Небеса.»

Следуя пророчеству, Бог-страж севера Яша-о разбудил бесполое дитя Ашуры-о, Ашуру, который спал последние три сотни лет под магической печатью. Веря в пророчество о том, что Шесть звёзд вместе могут свергнуть Тайшаку-тена, он и Ашура отправились в путешествие, чтобы найти шесть звёзд. Через некоторое время, пять из шести звёзд были собраны. Яша-о и Ашура — первые две звезды, Сома, Рю-о и Карура-о — остальные три. Таинственный персонаж, который регулярно появляется и исчезает, Куджаку, дал им полезный совет, но его природа и цели оставались неясны.
Добрый и искренний Ашура (к которому обычно обращаются «он» из-за удобства, хотя некоторые переводчики используют женское местоимение), вскоре показал своё смертоносное альтер эго, юношу, который восхищается смертью и уничтожением, но эта его сторона оставалась длительное время более или менее подавлена из-за привязанности Ашуры к Яше-о.
Стремясь завершить правление Тайшаку-тена, Шесть звёзд наконец вошли в Зенми-Джо, дворец Тайшаку-тена. Они были встречены тремя оставшимися в живых генералами из «Четырёх генералов» (Шитено) (один был убит Яшей-о раньше), воинами, поклявшимися защищать Тайшаку-тена. Шесть звёзд были потрясены, узнав, что шестая звезда, Кендаппа-о, их друг и союзник, является Дзикогу-теном, ранее неизвестным генералом, и уже среди них. Ко времени встречи всех Шести звёзд тёмная сторона Ашуры вышла на поверхность. Он убил свою мать, предательницу Саши, забрал печать с её лба и соединил со своим мечом Шурато, чтобы пробудить истинного Ашуру: бога огня, крови и войны, чьей целью является разрушение Небес, Земли и Ада.
Истинный Ашура для завершения своего пробуждения убил оставшихся Шесть звёзд (часть из них были убиты раньше). Он убивал звёзд одну за другой, поглощая их силу, пока в живых не остался только Яша-о. Неожиданно Тайшаку-тен выступил против него. Выяснилось, что его жестокое правление было тайным планом его и покойного Ашуры-о, чтобы предотвратить появление шестой звезды и настоящее пробуждение Ашуры. Тем не менее, не Тайшаку-тен остановил Ашуру, Ашура остановился сам. Будучи готов сделать добивающий удар Яше-о, вместо этого Ашура в последний момент поранил себя. Затем он завернулся в кокон и погрузился в глубокий сон. Ашура был пробуждён за сотни лет до этого, когда Куджаку пожертвовал своей жизнью для того, чтобы Яша-о обещал, что он не позволит Ашуре стать Богом разрушения снова.

## Персонажи
Ашура — Главный герой сериала и последний живой член клана Ашура, Ашура был рождён после того, как Тайшаку-тен убил его отца и захватил трон. Его мать, Саши, в то же время родила Тайшаку-тену сына Тено-о, и попыталась убить Ашуру, который, как она верила, стоял на её пути к правлению Небесами вместе с Тайшаку-теном. Тем не менее, сила Ашуры защитила его и укрыла коконом, в котором он спал три сотни лет, пока Яша-о не разбудил его. Сразу после своего освобождения из кокона Ашура выглядел как младенец, но вскоре быстро вырос в ребёнка лет 8. Будучи поначалу отзывчивым и добрым, он вскоре узнал о том, что Тайшаку-тен убил всех, с кем Ашура был связан. Чувствуя вину за эти смерти, он поклялся стать достаточно сильным для того, чтобы самому победить Тайшаку-тена. Однако, у Ашуры есть и другая сторона: он, на самом деле, «истинный Ашура», безжалостный Бог войны, чьё желание — тотальное разрушение Небес, Земли и Ада. Эта его сторона подавлялась несколькими печатями, одной из которых было распределение его истинной силы между Шестью звёздами, но она снималась при их встрече. Только его любовь к Яше-о, его приёмному отцу, в конце концов возобладала над его страстью к разрушению. Как кара за грех своего отца, Ашура был рождён бесполым, поэтому он не может продолжить королевский род Ашура, который Ашура-о так отчаянно хотел сохранить, что бросил вызов судьбе. Языки, в которых нет нейтрального рода местоимения, обычно приписывают ему любое из двух, мужское или женское, местоимение; выбор, какое из них использовать, часто является предметом спора. Он появляется как в полностью мужских, так и в полностью женских иллюстрациях CLAMP, и в аниме он озвучен в основном слегка мальчишеским женским голосом для сохранения неопределённости пола. Ашура так же является персонажем в другой манге CLAMP, Tsubasa: Reservoir Chronicle, где становится королём страны Шура под именем Ашуры-о, принявшим как гостей Шаорана, Сакуру и Мокону во время их пребывания в этом мире. Его клан ведёт постоянную войну с кланом Яша за обладание таинственным замком в небе, который, как говорят, выполнит желание своего хозяина. Оказывается, что он влюблён в Яшу-о, который принимает его чувства, и хочет воскресить его из мёртвых. Он умирает, когда замок, не имея возможности выполнить это невероятное желание, рассыпается перед ним.
Яша-о — Глава клана Яша и один из сильнейших воинов тенкая, Яша-о служит bushinsho севера. Желая осуществить пророчество своего друга, астролога Куё, он разбудил Ашуру и стал его защитником, даже зная, что Ашура, возможно, убьёт его, и понимая, что этот бунт вызовет ярость Тайшаку-тена. В результате того, что он не выдал Ашуру Тайшаку-тену, весь его клан был объявлен предателями и казнён Бишамон-теном. Когда Яша-о был ещё ребёнком, Ашура-о (зная, что Яша — тот, кто разбудит Ашуру), спросил его, что он будет делать, если самому дорогому для него человеку было суждено принести ему несчастье. Яша ответил, что он будет «защищать его». Тогда Ашура-о попросил его стать сильнее, чтобы в будущем он смог бы защитить самого ценного для него человека. Его настоящее имя — Яма, имя Яша-о он получил, когда стал лидером своего клана. У него есть младший брат Расетсу, которого позже убил Комоку-тен. Другое воплощение Яши-о так же появляется в Tsubasa: Reservoir Chronicle в качестве короля клана Яма, воющего с кланом Шура. Он влюбился в короля Ашуру, но был убит смертельной болезнью. Одно из перьев Сакуры воскресило его до тех пор, пока Ашура не нашёл в себе мужество для того, чтобы вернуть перо принцессе.

## Критика
Карло Сантос в обзоре на сайте ANN писал, что в манге RG Veda было положено начало темам, которые стали фигурировать в будущих работах группы CLAMP: пророчество, судьба, предрешённость, магические поединки и гендерно неоднозначные персонажи. Он не посчитал мангу лучшей работой группы, но выразил мнение, что она стала ключевым этапом в их творчестве. В качестве положительной стороны произведения рецензент отметил увлекательное повествование в классическом приключенческом стиле; отрицательным качеством он назвал предсказуемость сюжета (в связи с тем, что многие имена и названия известны заранее). Сантос подытожил, что хотя существует достаточное количество манг в данном жанре, RG Veda благодаря своему драматизму и масштабности способна выделиться среди прочих.
Джонатан Клементс и Хелен Маккарти посчитали аниме-адаптацию оригинальной манги неудовлетворительной, так как она «заканчивается, даже не начавшись» и может расстроить зрителей, которые желают узнать конец истории, но не имеют возможности ознакомиться с оригиналом.